# Konar
Konar è una provincia dell'Afghanistan di 390 200 abitanti, che ha come capoluogo Asadabad. Confina con il Pakistan (Provincia di frontiera del nord-ovest a est e Aree tribali di Amministrazione Federale a sud-est) e con le province di Nangarhar a sud-ovest, di Laghman a ovest e di Nurestan a nord.

## Suddivisioni amministrative
La provincia di Konar è divisa in quindici distretti:

Distretti di Konar

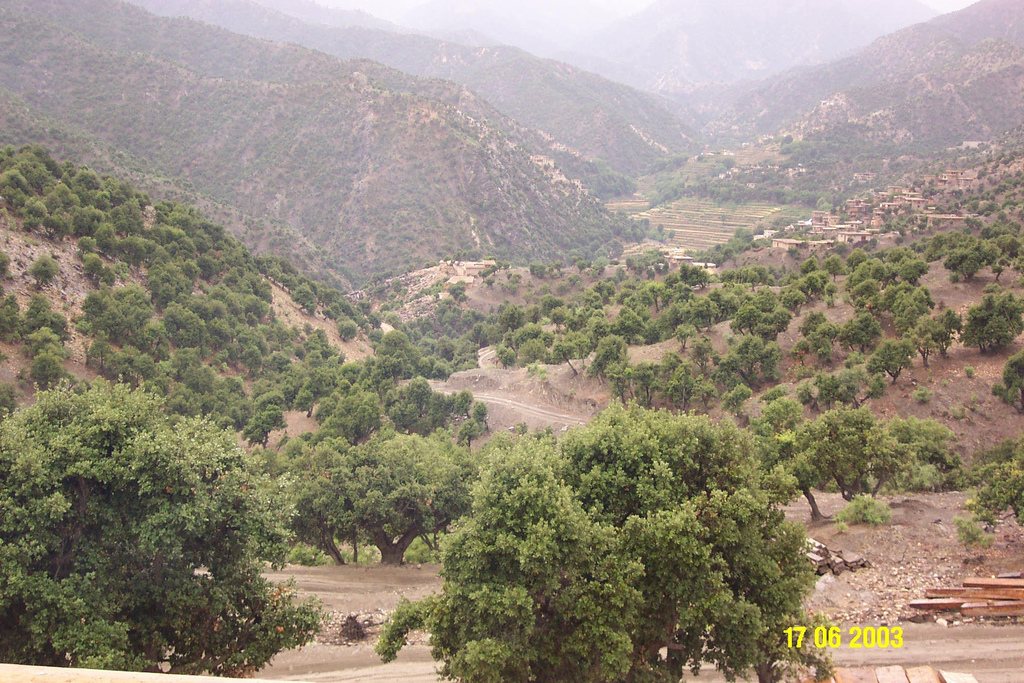
Bibiyal, nella valle di Korengal

- Asadabad
- Bar Kunar
- Chapa Dara
- Chawkay
- Dangam
- Dara-I-Pech
- Ghaziabad
- Khas Kunar
- Marawara
- Narang Wa Badil
- Nari
- Nurgal
- Shaygal Wa Shiltan
- Sirkanay
- Watapur